# Стіг Сйолін
Стіг Карл Олоф Сйолін (швед. Stig Karl Olof Sjölin; нар. 21 грудня 1928 — пом. 9 січня 1995) — шведський боксер середньої ваги, бронзовий призер Олімпійських ігор (1952), чемпіон Європи з боксу (1951).

## Біографія
Народився 21 грудня 1928 року в поселенні Вернаму однойменної комуни, лен Єнчепінг.
Восьмиразовий чемпіон Швеції з боксу (1946, 1949, 1951-54, 1956, 1957).
Чемпіон Європи 1951 року, призер чемпіонатів Європи 1949, 1953, 1955 років.
Учасник літніх Олімпійських ігор 1952 та 1956 років. На літніх Олімпійських іграх 1952 року в Гельсінкі (Фінляндія) дістався півфіналу, де поступився американцю Флойду Патерсону. На літніх Олімпійських іграх 1956 року в Мельбурні (Австралія) у першому ж турі поступився аргентинцеві Віктору Салазару.
Згодом перейшов до професійного боксу.
Помер 9 січня 1995 року в місті Гельсінборг.